# 富山深海長谷
富山深海長谷（Toyama Seachannel、とやましんかいちょうこく）は、富山湾から北に総延長750kmにもおよぶ長大な海底谷である。

## 概要
長谷は、能登半島と飛騨山脈に挟まれた富山湾から発している。湾後部で水深は800m - 1000mに達する。谷は富山トラフを佐渡島の西で北へ向きを変え、大和海盆を蛇行しながら流下し、海底谷の水深は2000mを超えている。谷は青森県黄金崎の西 200km付近で北西へ向きを変えて水深3,500mの日本海海盆（日本海盆）へ流下、深海扇状地を形成して消失している。
このような深海で長谷を形成した成因は、地上で浸食された河川が沈降したのではなく、陸上から運ばれてくる乱泥流の流下による浸食と考えられている。富山湾では、庄川、神通川、常願寺川、黒部川、姫川などの主要河川が、立山連峰からの融雪や洪水、土石流で急流となって大量の土砂を運んでおり、その勢いを保ったまま海底で乱泥流を起こし、海底を浸食した結果だと考えられている。